# Kalle Anka säsongshäften
Kalle Anka säsongshäften (ibland kallade Kalle Anka 100-sidors) innefattar huvudsakligen 67 tjockare svenska tidningar med disneyserier, publicerade mellan 1957 och 1996. De hade gemensamt en säsongsbetonad utgivning, antingen sommartid eller kring jul, samt limmad rygg och omfattningen 100 sidor (under senare år 84). De bestod även av en blandning av serier och pyssel, marknadsförd som fyllda av aktiviteter för skollediga barn.
Bland de mer slitstarka titlarna på dessa häften finns Vinterkul med Kalle Anka, Kalle Ankas sommarlov, Fest med Kalle Anka och Kul med Kalle Anka.
Sedan 2003 är utgivningen återupptagen i och med titlarna Kalle Anka & C:o Sommarlov och Kalle Anka & C:o Vinterkul.

## Historik
Vid mitten av 1950-talet genomfördes den första expanderingen av den svenska utgivningen av disneyserier, från att tidigare ha varit en månadstidning övergick Kalle Anka & C:o till att komma ut varannan vecka, och vid halvårsskiftet 1959 blev den till slut en veckotidning. Under denna period började även tjockare specialutgåvor utkomma lagom till skolloven. I december 1957 utkom det första av dessa: Kalle Ankas karusell som påföljande år följdes av Kalle Ankas sommarlov och Kalle Ankas lekstuga. Mellan 1959 och 1968 utkom dock enbart julhäften, som fram till och med 1962 bar olika namn från år till år, men från och med 1963 fastställdes titeln till Kalle Ankas julkul, som från och med 1969 fick sällskap av den återuppstådda Kalle Ankas sommarlov. 1975 ändrades dock titeln på julhäftet till Vinterkul med Kalle Anka.
Dessa två titlar höll sedan i sig till 1987 då sommarhäftet döptes om till Fest med Kalle Anka och vinterhäftet till Kul med Kalle Anka. Kul med Kalle Anka utkom med sin sista utgåva 1994, emedan Fest med Kalle Anka höll i ytterligare två år.
Under åren 1990-1992 ingick säsongshäftena i paraplytitlarna Walt Disney's serier och Ankeborgsmagasinet. I den förstnämnda ingick även andra utgåvor, vid sidan av säsongshäftena, dock ej i den andra.
År 2003 gjorde säsongshäften come-back på den svenska marknaden. Nu rörde det sig dock om tunnare, häftade, häften - 52 sidor - och titlarna var Kalle Anka & C:o Sommarlov och Kalle Anka & C:o Vinterkul. Precis som tidigare var dock innehållet en blandning av serier och pyssel.

## Utgivning
Samtliga tidningar gavs ut av Hemmets Journals förlag, som dock från och med 1987 års utgåvor använde sig av namnet Serieförlaget. För 2000-talsutgåvorna heter förlaget Egmont Kärnan.
| År   | Sommar                                        | Vinter                                       |
| ---- | --------------------------------------------- | -------------------------------------------- |
| 1957 | -                                             | Kalle Ankas karusell                         |
| 1958 | Kalle Ankas sommarlov                         | Kalle Ankas lekstuga                         |
| 1959 | -                                             | Kalle Ankas skattkammare                     |
| 1960 | -                                             | Kalle Ankas glada galej                      |
| 1961 | -                                             | Kalle Ankas serieparad                       |
| 1962 | -                                             | Kalle Ankas kul i jul                        |
| 1963 | -                                             | Kalle Ankas julkul                           |
| 1964 | -                                             | Kalle Ankas julkul                           |
| 1965 | -                                             | Kalle Ankas julkul                           |
| 1966 | -                                             | Kalle Ankas julkul                           |
| 1967 | -                                             | Kalle Ankas julkul                           |
| 1968 | -                                             | Kalle Ankas julkul                           |
| 1969 | Kalle Ankas sommarlov                         | Kalle Ankas julkul                           |
| 1970 | Kalle Ankas sommarlov                         | Kalle Ankas julkul                           |
| 1971 | Kalle Ankas sommarlov                         | Kalle Ankas julkul                           |
| 1972 | Kalle Ankas sommarlov                         | Kalle Ankas julkul                           |
| 1973 | Kalle Ankas sommarlov                         | Kalle Ankas julkul                           |
| 1974 | Kalle Ankas sommarlov                         | Kalle Ankas julkul                           |
| 1975 | Kalle Ankas sommarlov                         | Vinterkul med Kalle Anka                     |
| 1976 | Kalle Ankas sommarlov                         | Vinterkul med Kalle Anka                     |
| 1977 | Kalle Ankas sommarlov                         | Vinterkul med Kalle Anka                     |
| 1978 | Kalle Ankas sommarlov                         | Vinterkul med Kalle Anka                     |
| 1979 | Kalle Ankas sommarlov                         | Vinterkul med Kalle Anka                     |
| 1980 | Kalle Ankas sommarlov                         | Vinterkul med Kalle Anka                     |
| 1981 | Kalle Ankas sommarlov                         | Vinterkul med Kalle Anka                     |
| 1982 | Kalle Ankas sommarlov                         | Vinterkul med Kalle Anka                     |
| 1983 | Kalle Ankas sommarlov                         | Vinterkul med Kalle Anka                     |
| 1984 | Kalle Ankas sommarlov                         | Vinterkul med Kalle Anka                     |
| 1985 | Kalle Ankas sommarlov                         | Vinterkul med Kalle Anka                     |
| 1986 | Kalle Ankas sommarlov                         | Vinterkul med Kalle Anka                     |
| 1987 | Fest med Kalle Anka                           | Kul med Kalle Anka                           |
| 1988 | Fest med Kalle Anka                           | Kul med Kalle Anka                           |
| 1989 | Fest med Kalle Anka                           | Kul med Kalle Anka                           |
| 1990 | Fest med Kalle Anka (Walt Disney's serier #2) | Kul med Kalle Anka (Walt Disney's serier #4) |
| 1991 | Fest med Kalle Anka (Walt Disney's serier #8) | Kul med Kalle Anka (Ankeborgsmagasinet #1)   |
| 1992 | Fest med Kalle Anka (Ankeborgsmagasinet #2)   | Kul med Kalle Anka (Ankeborgsmagasinet #3)   |
| 1993 | Fest med Kalle Anka                           | Kul med Kalle Anka                           |
| 1994 | Fest med Kalle Anka                           | Kul med Kalle Anka                           |
| 1995 | Fest med Kalle Anka                           | -                                            |
| 1996 | Fest med Kalle Anka                           | -                                            |
| 1997 | -                                             | -                                            |
| 1998 | -                                             | -                                            |
| 1999 | -                                             | -                                            |
| 2000 | -                                             | -                                            |
| 2001 | -                                             | -                                            |
| 2002 | -                                             | -                                            |
| 2003 | Kalle Anka & C:o Sommarlov                    | Kalle Anka & C:o Vinterkul                   |
| 2004 | Kalle Anka & C:o Sommarlov                    | Kalle Anka & C:o Vinterkul                   |
| 2005 | Kalle Anka & C:o Sommarlov                    | Kalle Anka & C:o Vinterkul                   |
| 2006 | Kalle Anka & C:o Sommarlov                    |                                              |